# Rotho (Bischof)

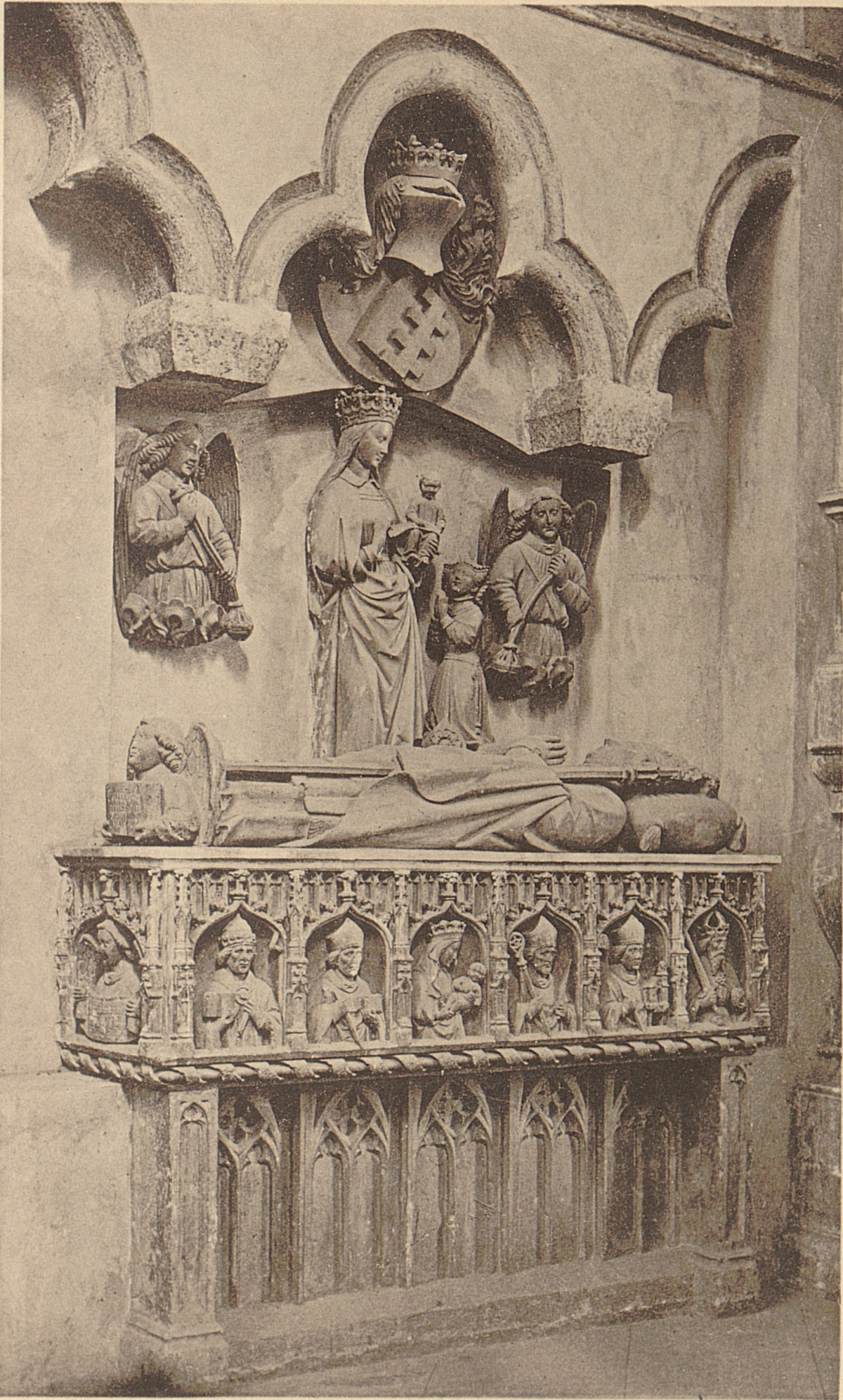
Rothodenkmal im Paderborner Dom

Rotho oder Rudolf von Büren (oder: de Buren); (* um 1000; † 7. November 1051 in Paderborn) war von 1036 bis 1051 Bischof von Paderborn.
Er entstammt vermutlich dem Geschlecht der Grafen von Werl in Westfalen. Er war möglicherweise Sohn von Rudolf von Werl und war damit ein Enkel der burgundischen Königstochter Gerberga aus ihrer ersten, um 980 geschlossenen Ehe mit Graf Hermann (I.) von Werl. Seiner Tante, der Kaiserin Gisela wird er seinen Aufstieg zu verdanken haben. Im Jahr 1043 war er bei deren Grablegung im Dom zu Speyer anwesend.
Er war zunächst Mönch und dann Propst im Reform-Kloster Stablo. Seit 1031/32 war er Abt des Klosters Hersfeld, wo er die von Poppo von Stablo entworfenen Klosterregeln durchsetzte. Im Jahr 1036 wurde er Bischof von Paderborn als Nachfolger des seligen Meinwerk. Sein Nachfolger in Hersfeld wurde Meginher, der mit ihm wahrscheinlich schon zuvor Mönch in Stablo gewesen war. Er begleitete 1037 Konrad II. auf dessen Romzug.
Mit Heinrich III. stand er in bestem Einvernehmen, ebenso mit dem Reformpapsttum. Kurz vor seinem Tod besuchte ihn der Kaiser in Paderborn, um dort das Pfingstfest zu feiern. Gleichzeitig wurde dort versucht den Streit zwischen den Erben des Pfalzgrafen Ezzo zu schlichten. Wegen seiner familiären Beziehungen war Rotho als Vermittler besonders geeignet. Nach seinem Tod wurde er als Heiliger verehrt, weil er angeblich die Paderquellen heilkräftig gemacht hätte. Noch heute trägt ein Teil der Pader den Namen Rothobornpader.
Ein um 1450 von Wilhelm von Büren und Irmgard zur Lippe errichtetes Grabdenkmal im nördlichen Querhaus des Domes erinnert an ihn.